# Уилбаргер
Округ Уилбаргер (англ. Wilbarger County) расположен в США, штате Техас. По состоянию на 2007 год, численность населения составляла 14 676 человек. По оценке бюро переписи населения США в 2008 году количество жителей округа снизилось до 13 782 человек. Окружным центром является город Вернон (англ. Vernon). Округ был основан в 1858 году. Он был назван в честь Джосайа Пью Уилбаргера (1801—1845) и Мэтиаса Уилбаргера, техасских поселенцев.

## География
По данным бюро переписи населения США площадь округа Уилбаргер составляет 978 км², из которых 971 км² суша, а 7 км² водная поверхность (0,72 %).

### Основные шоссе
- Шоссе 70
- Шоссе 183
- Шоссе 283
- Шоссе 287

### Соседние округа
- Тилмен (север)
- Уичито (восток)
- Бейлор (юг)
- Форд (запад)
- Хардемен (запад)
- Джэксон (северо-запад)